# Nyugat-Ausztrália közigazgatási egységei

Nyugat-Ausztrália fekvése a kontinensen

Nyugat-Ausztrália alapfokú közigazgatási egységei, önkormányzatai

Nyugat-Ausztrália zászlaja

Nyugat-Ausztrália ausztrál szövetségi állam közigazgatásilag 129 önkormányzattal rendelkező alapfokú közigazgatási területre (Local Government Areas, LGA) („község”, kistérség) oszlik. Ezekben általában számos különálló település van. Nyugat-Ausztrália szövetségi állam székhelye és egyben legnépesebb városa Perth.

## Az alapfokú önkormányzatok települései

#### Albany kistérség települései
Albany kistérség Great Southern régióban fekszik.
- Albany (Ausztrália) város, székhely
- Bayonet Head
- Big Grove
- Centennial Park
- Cheynes
- Collingwood Heights
- Collingwood Park
- Cuthbert
- Drome
- Elleker
- Emu Point
- Frenchman Bay
- Gledhow
- Goode Beach
- Green Range
- Kalgan
- King River
- Lange
- Little Grove
- Lockyer
- Lower Kalgan
- Lower King
- McKail
- Middleton Beach
- Millbrook
- Milpara
- Mira Mar
- Mount Clarence
- Mount Elphinstone
- Mount Melville
- Orana
- Port Albany
- Robinson
- Seppings
- Spencer Park
- Torbay
- Walmsley
- Warrenup
- Wellstead
- Willyung
- Woodrise

#### Armadale kistérség települései
Armadale kistérség South East Metropolitan Perth, Darling Scarp régióban fekszik.
- Armadale
- Bedfordale
- Brookdale
- Camillo
- Champion Lakes
- Forrestdale
- Harrisdale
- Haynes
- Hilbert
- Karragullen
- Kelmscott
- Mount Nasura
- Mount Richon
- Piara Waters
- Roleystone
- Seville Grove
- Wungong

#### Ashburton kistérség települései
Ashburton kistérség Pilbara régióban fekszik.
- Tom Price, székhely
- Paraburdoo
- Onslow
- Pannawonica
- Wittenoom

#### Augusta-Margaret River kistérség települései
Augusta-Margaret River kistérség South West régióban fekszik.
- Augusta
- Cowaramup
- Gracetown
- Karridale
- Kudardup
- Margaret River
- Witchcliffe
- Alexandra Bridge
- Boranup
- Bramley
- East Augusta
- Forest Grove
- Gnarabup
- Hamelin Bay
- Molloy Island
- Nillup
- Osmington
- Prevelly
- Rosa Brook
- Rosa Glen
- Warner Glen

#### Bassendean kistérség települései
Bassendean kistérség West Metropolitan Perth régióban fekszik, Perth város egyik külvárosi területe.
- Ashfield
- Bassendean, kistérségi székhely
- Eden Hill

#### Bayswater kistérség települései
Bayswater kistérség North East Metropolitan Perth régióban fekszik, Perth egyik külvárosi része.
- Bayswater
- Bedford
- Dianella *
- Embleton
- Maylands
- Morley, kistérségi székhely
- Mount Lawley *
- Noranda *

(A *-gal jelölt települések egy része Perth város területére is átnyúlik.)

#### Belmont kerület részei
Belmont kerület Perth külvárosi területén fekszik.
- Ascot
- Belmont
- Cloverdale
- Kewdale
- Perth Airport
- Redcliffe
- Rivervale

#### Beverly kistérség települései
Beverly kistérség Wheatbelt régióban fekszik.
- Beverley, székhely
- Flint
- Mount Kokeby
- Mount Dale
- Talbot West
- West Dale

#### Boddington kistérség települései
Boddington kistérség Peel régióban fekszik.
- Boddington
- Crossman
- Lower Hotham
- Marradong
- Mount Cooke
- Mount Wells
- Quindanning
- Ranford
- Upper Murray
- Wuraming

#### Boyup Brook kistérség települései
Boyup Brook kistérség South West régióban fekszik.
- Boyup Brook
- Benjinup
- Chowerup
- Dinninup
- Kulikup
- Mayanup
- Tonebridge
- Wilga

#### Bridgetown-Greenbushes kistérség települései
Bridgetown-Greenbushes kistérség South West régióban fekszik.
- Bridgetown
- Greenbushes
- Hester
- Yornup

#### Brookton kistérség települései
Brookton kistérség Wheatbelt régióban fekszik.
- Aldersyde
- Brookton
- Jelcobine
- Kweda
- Nalya

#### Broome térség települései
Broome térség Kimberley régióban fekszik.
- Broome város, a térség központja
- Bardi (One Arm Point)
- Beagle Bay
- Bidyadanga
- Djarindjin (Lombadina)

#### Broomehill-Tambellup kistérség települései
Broomehill-Tambellup kistérség Great Southern régióban fekszik.
- Broomehill, székhely
- Tambellup
- Lake Toolbrunup
- Peringillup
- Tunney

#### Bruce Rock kistérség települései
Bruce Rock kistérség Wheatbelt régióban fekszik.
- Bruce Rock
- Ardath
- Babakin
- Belka
- Erikin
- Kwolyin
- Shackleton
- Yarding

#### Bunbury kistérség települései
Bunbury kistérség South West régióban fekszik.
- Bunbury
- Carey Park
- College Grove
- Davenport
- East Bunbury
- Glen Iris
- Mangles
- Marlston Hill
- Pelican Point
- Picton
- South Bunbury
- Usher
- Vittoria
- Withers
- Wollaston

#### Cambridge kistérség települései
Cambridge kistérség Inner Metropolitan Perth régióban fekszik.
- City Beach
- Daglish *
- Floreat*, kistérségi székhely
- Jolimont *
- Mount Claremont *
- Wembley
- Wembley Downs *
- West Leederville

(A *-gal jelölt települések Perth város területére is átnyúlnak.)

#### Canning kistérség települései
Canning kistérség Perth régióban, Perth egyik külvárosi területe.
- Bentley *
- Canning Vale *
- Cannington
- East Cannington
- Ferndale
- Leeming *
- Lynwood
- Parkwood
- Queens Park
- Riverton
- Rossmoyne
- Shelley
- St James *
- Welshpool *
- Willetton
- Wilson

(A csillaggal jelölt települések/ külvárosok részben Perth város területén találhatóak.)

#### Capel kistérség települései
Capel kistérség South West régióban fekszik.
- Capel
- Boyanup
- Dalyellup
- Elgin
- Forrest Beach
- Gelorup
- Gwindinup
- Peppermint Grove Beach
- Stirling Estate
- Stratham

#### Carnamah kistérség települései
Carnamah kistérség Mid West régióban fekszik.
- Carnamah, kistérségi székhely
- Eneabba

#### Carnarvon térség települései
Carnarvon térség Gascoyne régióban fekszik.
- Carnarvon, térségi székhely
- Babbage Island
- Brockman
- Coral Bay
- Gnaraloo
- Kennedy Range
- Lyndon
- Macleod
- Wooramel

#### Chapman Valley kistérség települései
Chapman Valley kistérség Mid West régióban fekszik.
- Nabawa, kistérségi székhely
- Howatharra
- Mount Erin
- Nanson
- Naraling
- Narra Tarra
- Oakajee
- Protheroe
- Rockwell
- Whelarra
- Yetna
- Yuna

#### Chittering kistérség települései
Chittering kistérség Wheatbelt régióban fekszik.
- Bindoon, kistérségi székhely
- Chittering
- Lower Chittering
- Mooliabeenee
- Muchea
- Wannamal

#### Claremont kistérség települései
Claremont kistérség West Metropolitan Perth régióban fekszik.
- Claremont
- Swanbourne

#### Cockburn kistérség települései
Cockburn kistérség Perth egyik külvárosi területe.
- Atwell
- Aubin Grove
- Banjup
- Beeliar
- Bibra Lake
- Cockburn Central
- Coogee
- Coolbellup
- Hamilton Hill
- Hammond Park
- Henderson
- Jandakot
- Leeming
- Munster
- North Coogee
- North Lake
- South Lake
- Spearwood
- Success
- Wattleup
- Yangebup

#### Collie kistérség települései
Collie kistérség South-West régióban fekszik.
- Collie
- Allanson
- Buckingham
- Collie Cardiff
- Harris River
- Lyalls Mill
- Muja
- Shotts
- Worsley

#### Coolgardie kistérség települései
Coolgardie kistérség Goldfields-Esperance régióban fekszik.
- Coolgardie
- Bonnie Vale
- Bullabulling
- Burbanks (also Burbanks Gold Mine)
- Dunnsville
- Higginsville
- Kambalda
- Kambalda West
- Kintore
- Kunanalling
- Kundana
- Kurrawang
- Londonderry
- Mount Burges
- Mungari
- Spargoville
- Widgiemooltha

#### Coorow kistérség települései
Coorow kistérség Mid West régióban fekszik.
- Coorow, kistérségi székhely
- Green Head
- Gunyidi
- Leeman
- Marchagee
- Waddy Forest
- Warradarge

#### Corrigin kistérség települései
Corrigin kistérség Wheatbelt régióban fekszik.
- Corrigin
- Bilbarin
- Bullaring
- Bulyee
- Jubuk
- Kunjin

#### Cottesloe kerület
Cottesloe kerület Perth város egyik kerülete.

#### Cranbrook kistérség települései
Cranbrook kistérség Great Southern régióban fekszik.
- Cranbrook
- Frankland
- Tenterden

#### Dalwallinu kistérség települései
Dalwallinu kistérség Wheatbelt régióban fekszik.
- Dalwallinu, kistérségi székhely
- Buntine
- East Damboring
- Jibberding
- Kalannie
- Nugadong
- Pithara
- Wubin
- Xantippe

#### Dandaragan kistérség települései
Dandaragan kistérség Wheatbelt régióban fekszik.
- Jurien Bay, kistérségi székhely
- Cervantes
- Badgingarra
- Cataby
- Cooljarloo
- Dandaragan
- Hill River
- Nambung National Park
- Regans Ford
- Wedge Island

#### Dardanup kistérség települései
Dardanup kistérség South West régióban fekszik.
- Burekup
- Dardanup
- Eaton
- Ferguson
- Millbridge
- Paradise
- Picton East
- Waterloo
- Wellington Mill

#### Denmark kistérség települései
Denmark kistérség Great Southern régióban fekszik.
- Denmark, székhely
- Bow Bridge
- Hazelvale
- Ocean Beach
- Parryville
- Peaceful Bay
- Scotsdale
- Tingledale
- William Bay

#### Derby-West Kimberley térség települései
- Cockatoo Island
- Camballin
- Derby
- Looma
- Fitzroy Crossing
- Noonkanbah (Yungngora community)

#### Donnybrook-Balingup kistérség települései
Donnybrook-Balingup kistérség South West régióban fekszik.
- Donnybrook
- Argyle
- Balingup
- Brookhampton
- Grimwade
- Kirup
- Lowden
- Mullalyup
- Mumballup
- Newlands
- Noggerup
- Yabberup

#### Dowerin kistérség települései
Dowerin kistérség Wheatbelt régióban fekszik.
- Dowerin, kistérségi székhely
- Amery
- Ejanding
- Koomberkine
- Manmanning
- Minnivale
- Ucarty

#### Dumbleyung kistérség települései
Dumbleyung kistérség Wheatbelt régióban fekszik.
- Dumbleyung
- Dongolocking
- Kukerin
- Merilup
- Moulyinning
- Nippering
- Tarin Rock

#### Cuballing kistérség települései
Cuballing kistérség Wheatbelt régióban fekszik.
- Cuballing, székhely
- Contine
- Popanyinning
- Yornaning

#### Dundas kistérség települései
Dundas kistérség Goldfields-Esperance régióban fekszik.
- Norseman
- Balladonia
- Caiguna
- Cocklebiddy
- Dundas
- Eucla
- Madura
- Mundrabilla
- Princess Royal

#### East Pilbarra térség települései
- Newman
- Bamboo
- Goldsworthy (former town)
- Jigalong (Aboriginal community)
- Marble Bar
- Nullagine
- Shay Gap (former town)
- Telfer

#### Esperance kistérség települései
Esperance kistérség Goldfields-Esperance régióban fekszik.
- Esperance
- Bandy Creek
- Castletown
- Chadwick
- Nulsen
- Pink Lake
- Sinclair
- West Beach
- Windabout
- Cascade
- Condingup
- Coomalbidgup
- Dalyup
- Gibson
- Grass Patch
- Israelite Bay
- Neridup
- Salmon Gums
- Scaddan

#### Exmouth kistérség települései
Exmouth kistérség Gascoyne régióban fekszik.
- Exmouth, kistérségi székhely
- Learmonth
- Ningaloo Reef
- North West Cape

#### Fremantle kistérség települései
Fremantle kistérség South Metropolitan Perth régióban fekszik.
- Beaconsfield
- Fremantle
- Hilton
- North Fremantle
- O'Connor
- Samson
- South Fremantle
- White Gum Valley

#### Gingin kistérség települései
Gingin kistérség Wheatbelt régióban fekszik.
- Gingin, kistérségi székhely
- Beermullah
- Breton Bay
- Caraban
- Guilderton
- Lancelin
- Ledge Point
- Moore River National Park
- Nilgen
- Red Gully
- Seabird
- Wilbinga
- Woodridge
- Yeal

#### Gnowangerup kistérség települései
Gnowangerup kistérség Great Southern régióban fekszik.
- Gnowangerup
- Amelup
- Borden
- Cowalellup
- Mindarabin
- Monjebup
- Nalyerlup
- Ongerup
- Pallinup

#### Goomalling kistérség települései
Goomalling kistérség Wheatbelt régióban fekszik.
- Goomalling, kistérségi székhely
- Jennacubbine
- Konnongorring
- Mumberkine
- Ucarty
- Wongamine

#### Gosnells kistérség települései
Gosnells kistérség South East Metropolitan Perth régióban, Perth város egyik külvárosi zónája.
- Beckenham
- Canning Vale *
- Gosnells
- Huntingdale
- Kenwick
- Langford
- Maddington
- Martin
- Orange Grove
- Southern River
- Thornlie

(A *-gal jelölt település Perth Város területére is átnyúlik.)

#### Greater Geraldton kistérség települései
Greater Geraldton kistérség Mid West régióban fekszik.
Külvárosok:
- Beachlands
- Beresford
- Bluff Point
- Deepdale
- Geraldton, kistérségi székhely
- Glenfield
- Karloo
- Mahomets Flats
- Moresby
- Mount Tarcoola
- Narngulu
- Rangeway
- Rudds Gully
- Spalding
- Strathalbyn
- Sunset Beach
- Tarcoola Beach
- Utakarra
- Waggrakine
- Wandina
- Webberton
- West End
- Wonthella
- Woorree

Városok:
- Cape Burney
- Drummond Cove
- Eradu
- Greenough
- Kojarena
- Minnenooka
- Moonyoonooka
- Mullewa
- Pindar
- Tardun
- Tenindewa
- Walkaway
- Wandanooka
- Wicherina
- Wilroy
- Wongoondy
- Woolgorong

#### Halls Creek térség települései
- Balgo
- Halls Creek
- Warmun

#### Harvey kistérség települései
Harvey kistérség South West régió, Outer Bunbury területén fekszik.
- Australind
- Beela
- Benger
- Binningup
- Brunswick Jn.
- Cookernup
- Harvey
- Hoffman
- Kemerton
- Leschenault
- Myalup
- Parkfield
- Roelands
- Uduc
- Warawarrup
- Wellesley
- Wokalup
- Yarloop

#### Irwin kistérség települései
Irwin kistérség Mid West régióban fekszik.
- Dongara, kistérségi székhely
- Allanooka
- Arrowsmith
- Bookara
- Port Denison
- Springfield
- Yardarino

#### Jerramungup kistérség települései
Jerramungup kistérség Great Southern régióban fekszik.
- Jerramungup
- Boxwood Hill
- Bremer Bay
- Fitzgerald River
- Gairdner
- Jacup
- Needilup

#### Joondalup kistérség települései
Joondalup kistérség North Metropolitan Perth régióban fekszik.
- Burns Beach
- Connolly
- Currambine
- Iluka
- Joondalup City Centre, kistérségi székhely
- Kinross
- Edgewater*
- Heathridge
- Mullaloo
- Ocean Reef
- Beldon
- Craigie
- Kallaroo
- Woodvale*
- Hillarys
- Padbury

Sorrento
- Duncraig
- Marmion
- Warwick
- Greenwood
- Kingsley

#### Kalamunda kistérség települései
Kalamunda kistérség Darling Scarp régióban fekszik.
- Bickley
- Canning Mills
- Carmel
- Forrestfield
- Gooseberry Hill
- Hacketts Gully
- High Wycombe
- Kalamunda
- Lesmurdie
- Maida Vale
- Paulls Valley
- Pickering Brook
- Piesse Brook
- Reservoir
- Walliston
- Wattle Grove

#### Kalgoordie-Boulder térség települései
Kalgoordie-Boulder térség Goldfields-Esperance régióban fekszik.
- Kalgoorlie
- Boulder
- Binduli
- Broadwood
- Brown Hill
- Fimiston
- Hannans
- Ivanhoe
- Karlkurla
- Lamington
- Mullingar
- Parkeston
- Piccadilly
- Somerville
- South Boulder
- South Kalgoorlie
- Trafalgar
- Victory Heights
- West Kalgoorlie
- West Lamington
- Williamstown
- Yilkari

Városok
- Balagundi
- Balgarri
- Bardoc
- Black Flag
- Boorara
- Broad Arrow
- Bulong
- Coonana
- Cundeelee
- Emu Flat
- Feysville
- Forrest
- Gindalbie
- Golden Ridge
- Gudarra (formerly Paddington)
- Kanowna
- Kurnalpi
- Lakewood
- Loongana
- Mount Monger
- Mulgarrie
- Ora Banda
- Rawlinna
- Waverley
- Windanya
- Zanthus

#### Katanning kistérség települései
Katanning kistérség Great Southern régióban fekszik.
- Katanning
- Badgebup
- Ewlyamartup
- Moojebing
- Murdong
- Pinwernying

#### Kellerberrin kistérség települései
Kellerberrin kistérség Wheatbelt régióban fekszik.
- Kellerberrin
- Baandee
- Doodlakine
- Mount Caroline

#### Kent kistérség települései
Kent kistérség Great Southern régióban fekszik.
- Nyabing
- Pingrup
- Chinocup
- Kwobrup
- Nowcrellup

#### Kondinin kistérség települései
Kondinin kistérség Wheatbelt régióban fekszik.
- Bendering
- Hyden
- Kondinin
- Karlgarin

#### Kojonup kistérség települései
Kojonup kistérség Great Southern régióban fekszik.
- Kojonup, székhely
- Boscabel
- Jingalup
- Muradup
- Mobrup
- Qualeup

#### Koorda kistérség települései
Koorda kistérség Wheatbelt régióban fekszik.
- Koorda, kistérségi székhely
- Kulja
- Badgerin Rock
- Mollerin
- Newcarlbeon

#### Kulin kistérség települései
Kulin kistérség Wheatbelt régióban fekszik.
- Kulin
- Dudinin
- Holt Rock
- Jitarning
- Pingaring

#### Kwinana kistérség települései
Kwinana kistérség South Metropolitan Perth régióban, Perth külvárosi részén fekszik.
- Anketell
- Bertram
- Calista
- Casuarina
- Hope Valley
- Kwinana Beach
- Kwinana Town Centre
- Leda
- Mandogalup
- Medina
- Naval Base
- Orelia
- Parmelia
- Postans
- The Spectacles
- Wandi
- Wellard

#### Lake Grace kistérség települései
Lake Grace kistérség Wheatbelt régióban fekszik.
- Lake Grace
- Beenong
- Buniche
- Lake Biddy
- Lake Camm
- Lake King
- Newdegate
- Pingaring
- Varley

#### Laverton kistérség települései
- Laverton
- Bandya
- Beadell
- Beria
- Burtville
- Cosmo Newbery
- Duketon
- Euro
- Mount Margaret
- Mount Morgans

#### Leonora kistérség települései
Loenora kistérség Goldfields-Esperance régióban fekszik.
- Leonora
- Agnew
- Eulaminna
- Gwalia
- Kathleen
- Kurrajong
- Lake Darlot
- Lawlers
- Leinster
- Malcolm
- Mertondale
- Murrin Murrin
- Sir Samuel
- Vivien
- Woodarra
- Yundamindera (known as "The Granites")

#### Mandurah kistérség települései
Mandurah kistérség Peel régióban, Perth város külvárosi területe.

#### Manjimup kistérség települései
Manjimup kistérség South West régióban fekszik.
- Manjimup
- Beedelup
- Deanmill
- Dingup
- Glenoran
- Jardee
- Northcliffe
- Pemberton
- Quinninup
- Walpole
- Wilgarrup
- Windy Harbour
- Yanmah

#### Meekatharra kistérség települései
Meekatharra kistérség Mid West régióban fekszik.
- Meekatharra
- Abbotts
- Capricorn
- Gabanintha
- Horseshoe
- Kumarina
- Nannine
- Peak Hill
- Porlell

#### Melville kistérség települései
Melville kistérség South Metropolitan Perth régióban fekszik.
- Alfred Cove
- Applecross
- Ardross
- Attadale
- Bateman
- Bicton
- Booragoon
- Brentwood
- Bull Creek
- Kardinya
- Leeming *
- Melville
- Mount Pleasant
- Murdoch
- Myaree
- Palmyra
- Willagee
- Winthrop

#### Menzies kistérség települései
- Menzies
- Callion
- Comet Vale
- Davyhurst
- Goongarrie
- Kookynie
- Linden
- Mount Ida
- Mulline
- Mulwarrie
- Niagara
- Tampa
- Ularring
- Yarri
- Yerilla
- Yunndaga

#### Merredin kistérség települései
Merredin kistérség Wheatbelt régióban fekszik.
- Merredin
- Booraan
- Burracoppin
- Hines Hill
- Korbel
- Muntadgin
- Nangeenan
- Nokaning
- Norpa
- Nukarni
- Tandegin

#### Mingenew kistérség települései
Mingenew kistérség Mid West régióban fekszik.
- Mingenew, kistérségi székhely
- Holmwood
- Ikewa
- Mooriary
- Mount Budd
- Nangetty
- Yandanooka
- Yarragadee

#### Moora kistérség települései
Moora kistérség Wheatbelt régióban fekszik.
- Bindi Bindi
- Coomberdale
- Koojan
- Miling
- Moora, kistérségi székhely
- Walebing
- Watheroo

#### Morawa kistérség települései
Morawa kistérség Mid West régióban fekszik.
- Morawa, kistérségi székhely
- Canna
- Gutha
- Koolanooka
- Merkanooka
- Pintharuka

#### Mosman Park város
Mosman Park városa West Metropolitan Perth régióban fekszik.
- Mosman Park

#### Mount Marshall kistérség települései
Mount Marshall Wheatbelt régióban fekszik.
- Beacon
- Bencubbin
- Cleary
- Gabbin
- Mandiga
- Welbungin
- Wialki

#### Mukinbudin kistérség települései
Mukinbudin kistérség Wheatbelt régióban fekszik.
- Mukinbudin
- Barbalin
- Bonnie Rock
- Dandanning
- Elachbutting
- Lake Brown
- Wattoning
- Wilgoyne

#### Mundaring kistérség települései
Mundaring kistérség Darling Scarp régióban fekszik.
- Bailup
- Bellevue
- Beechina
- Boya
- Chidlow
- Darlington
- Glen Forrest
- Greenmount
- Helena Valley
- Hovea
- Mahogany Creek
- Midvale
- Mount Helena
- Mundaring, kistérségi székhely
- Mundaring Weir
- Parkerville
- Sawyers Valley
- Stoneville
- Swan View
- The Lakes
- Wooroloo

#### Murchison térség települései
Murchison térség Mid West régióban fekszik.
- Murchison

#### Murray kistérség települései
Murray kistérség Peel régióban fekszik.
- Banksiadale
- Barragup
- Blythewood
- Birchmont
- Carcoola
- Chadoora
- Coolup
- Dwellingup
- Etmilyn
- Fairbridge
- Furnissdale
- Holyoake
- Inglehope
- Keralup
- Kooljerrenup
- Marrinup
- Meelon
- Myara
- Nambeelup
- Nirimba
- North Dandalup
- North Yunderup
- Oakley
- Pinjarra (seat)
- Point Grey
- Ravenswood
- Solus
- South Yunderup
- Stake Hill
- Teesdale
- West Coolup
- West Pinjarra
- Whittaker

#### Nannup kistérség települései
Nannup kistérség South west régióban fekszik.
- Nannup
- Carlotta
- Cundinup
- Donnelly River (Wheatley)
- Jalbarragup
- Peerabeelup

#### Narembeen kistérség települései
Narembeen kistérség Central Wheatbelt régióban fekszik.
- Narembeen
- Cramphorne
- Emu Hill
- Mount Walker
- South Kumminin
- Wogarl

#### Narrogin kistérség települései
Narrogin kistérség Wheatbelt régióban fekszik.
- Boundain
- Highbury
- Nomans Lake
- Yilliminning

#### Nedlands kistérség települései
Nedlands kistérség Perth egyik külvárosi területe.
- Dalkeith
- Floreat *
- Mount Claremont
- Nedlands *
- Shenton Park *

#### Ngaanyatjarraku kistérség települései
Ngaanyatjarraku kistérség a Goldfields-Esperance régióban fekszik.
- Blackstone (168)
- Giles Weather Station (6)
- Jameson (97)
- Patjarr (65)
- Tjirrkarli (83)
- Tjukurla (107)
- Wanarn (70)
- Warburton (550)
- Warakurna (241)
- Wingellina (154)

#### Northam kistérség települései
Northam kistérség Wheatbelt régióban fekszik.
- Bakers Hill
- Buckland
- Burlong
- Clackline
- Copley
- Grass Valley
- Irishtown
- Jennapullin
- Meenaar
- Mokine
- Muresk
- Northam, székhely
- Southern Brook
- Spencers Brook
- Throssell
- Woottating
- Wundowie

#### Northampton térség települései
Northampton térség Mid West régióban található.
- Northampton, térségi székhely
- Ajana
- Alma
- Binnu
- East Bowes
- Galena
- Horrocks
- Houtman Abrolhos
- Isseka
- Kalbarri
- Kalbarri National Park
- Lynton
- Ogilvie
- Port Gregory
- Sandy Gully
- Yallabatharra

#### Nungarin kistérség települései
Nungarin kistérség Wheatbelt régióban fekszik.
- Nungarin
- Burran Rock
- Chandler
- Elabbin
- Kwelkan
- Mangowine
- Talgomine

#### Peppermint Grove kerület
Peppermint Grove Perth város egyik külvárosa.
- Peppermint Grove

#### Perenjori kistérség települései
Perenjori kistérség Mid West régióban fekszik.
- Perenjori, kistérségi székhely
- Bowgada
- Bunjil
- Caron
- Latham
- Maya
- Rothsay
- Warriedar

#### Perth városa
Perth városa Central Perth régióban fekszik.
Kerületei:
- Perth* a kistérség, valamint Nyugat-Ausztrália szövetségi állam székhelye.
- East Perth*
- Northbridge
- West Perth*

(A *-gal jelölt részek Vincent kistérség területére is átnyúlnak.)

#### Pingelly kistérség települései
Pingelly kistérség Wheatbelt régióban fekszik.
- Pingelly, székhely
- Boyagin
- Dattening
- Kulyaling
- Moorumbine

#### Plantagenet kistérség települései
Plantagenet kistérség Great Southern régióban fekszik.
- Mount Barker
- Denbarker
- Kendenup
- Narrikup
- Perillup
- Porongurup
- Rocky Gully

#### Quairading kistérség települései
Quairading kistérség Wheatbelt régióban fekszik.
- Quairading
- Badjaling
- Balkuling
- Dangin
- Doodenanning
- Pantapin
- Yoting
- Wamenusking
- South Caroling

#### Ravensthorpe kistérségtelepülései
Ravensthorpe kistérség Goldfields-Esperance régióban fekszik.
- Ravensthorpe
- Desmond
- Fitzgerald River
- Hopetoun
- Jerdacuttup
- Kundip
- Munglinup

#### Rockingham kistérség települései
Rockingham kistérség Perth egyik külvárosi területe, Perth régióban.
- Baldivis
- Cooloongup
- East Rockingham
- Golden Bay
- Hillman
- Karnup
- Keralup
- Peron
- Port Kennedy
- Rockingham
- Safety Bay
- Secret Harbour
- Shoalwater
- Singleton
- Waikiki
- Warnbro

#### Sandstone kistérség települései
Sandstone kistérség Mid West régióban fekszik.
- Nungarra
- Sandstone
- Youanmi

#### Serpentine-Jarrahdale kistérség települései
Serpentine-Jarrahdale kistérség Peel Region, Rural Armadale régióban fekszik.
- Byford
- Cardup
- Darling Downs
- Hopeland
- Jarrahdale
- Karrakup
- Keysbrook
- Mardella
- Mundijong
- Oakford
- Oldbury
- Serpentine
- Whitby

#### Shark Bay térség települései
Shark Bay térség Gascoyne régióban fekszik.
- Billabong
- Denham, térségi székhely
- Hamelin Pool
- Monkey Mia
- Nanga
- Overlander

#### South Perth kerület részei
South Perth kerület Perth város egyik külvárosi területe.
- Como
- Karawara
- Kensington
- Manning
- Salter Point
- South Perth
- Waterford

#### Stirling kistérség települései
Stirling kistérség North Metropolitan Perth régióban fekszik.
- Balcatta
- Balga
- Carine
- Churchlands
- Coolbinia
- Dianella
- Doubleview
- Glendalough
- Gwelup
- Hamersley
- Herdsman
- Inglewood
- Innaloo
- Joondanna
- Karrinyup
- Menora
- Mirrabooka
- Mount Lawley
- Nollamara
- North Beach
- Osborne Park
- Scarborough
- Stirling, kistérségi székhely
- Trigg
- Tuart Hill
- Watermans Bay
- Wembley Downs
- Westminster
- Woodlands
- Yokine

#### Subiaco kerület részei
Subiaco kerület Perth egyik külvárosa.
- Crawley*
- Daglish
- Jolimont*
- Shenton Park*
- Subiaco

#### Swan kistérség települései
Swan kistérség North East Metropolitan Perth régióban fekszik.
- Ballajura
- Baskerville
- Beechboro
- Belhus
- Bellevue
- Bennett Springs
- Brabham
- Brigadoon
- Bullsbrook
- Caversham
- Cullacabardee
- Dayton
- Ellenbrook
- Gidgegannup
- Guildford
- Hazelmere
- Henley Brook
- Herne Hill
- Jane Brook
- Kiara
- Koongamia
- Lexia
- Lockridge
- Malaga
- Melaleuca
- Middle Swan
- Midland, kistérségi székhely
- Midvale
- Millendon
- Noranda
- Red Hill
- Stratton
- South Guildford
- Swan View
- The Vines
- Upper Swan
- Viveash
- West Swan
- Whiteman
- Woodbridge

#### Three Springs kistérség települései
Three Springs kistérség Mid West régióban fekszik.
- Three Springs, kistérségi székhely
- Arrino
- Dudawa
- Kadathinni
- Womarden

#### Toodyay kistérség települései
Toodyay kistérség Wheatbelt régióban fekszik.
- Toodyay, kistérségi székhely
- Bailup
- Bejoording
- Culham
- Dewars Pool
- Dumbarton
- Julimar
- Morangup
- Hoddys Well
- West Toodyay

#### Trayning kistérség települései
Trayning kistérség Wheatbelt régióban fekszik.
- Trayning
- Kununoppin
- Yelbeni

#### Upper Gascoyne térség települései
Upper Gascoyne térség Gascoyne régióban fekszik.
- Gascoyne Junction, térségi székhely
- Burringurrah
- Mount Augustus

#### Victoria Park kerület részei
Victoria Park kerület Perth város egyik külvárosi területe.
- Burswood
- Carlisle
- East Victoria Park
- Lathlain
- Victoria Park
- St James
- Welshpool
- Bentley
- Kensington
- Rivervale

#### Victoria Plains kistérség települései
Victoria Plains kistérség Wheatbelt régióban fekszik.
- Bolgart
- Calingiri, kistérségi székhely
- Gillingarra
- Mogumber
- New Norcia
- Piawaning
- Waddington
- Yerecoin

#### Vincent kistérség települései
Vincent kistérség South Metropolitan Perth régióban fekszik, Perth város egyik külvárosi övezete.
- Highgate
- Leederville, kistérségi székhely
- Mount Hawthorn
- North Perth
- East Perth *
- Mount Lawley *
- West Perth *
- Perth

(A *-gal jelölt települések Perth város területére is átnyúlnak.)

#### Wagin kistérség települései
Wagin kistérség Wheatbelt régióban fekszik.
- Wagin, székhely
- Ballaying
- Cancanning
- Collanilling
- Jaloran
- Piesseville
- Wedgecarrup

#### Wandering kistérség települései
Wandering kistérség Wheatbelt régióban fekszik.
- Wandering, székhely
- Bannister
- Codjatotine
- Dwarda
- North Bannister
- Pumphreys Bridge

#### Wanneroo kistérség települései
Wanneroo kistérség North Metropolitan Perth régióban fekszik.
- Alkimos
- Banksia Grove
- Carabooda
- Carramar
- Eglinton
- Neerabup
- Nowergup
- Pinjar
- Two Rocks
- Yanchep
- Butler
- Clarkson
- Jindalee
- Merriwa
- Mindarie
- Quinns Rocks
- Ridgewood
- Tamala Park
- Ashby
- Gnangara
- Hocking
- Jandabup
- Mariginiup
- Pearsall
- Sinagra
- Tapping
- Wangara
- Wanneroo, kistérségi székhely
- Woodvale
- Alexander Heights
- Darch
- Girrawheen
- Koondoola
- Landsdale
- Madeley
- Marangaroo

#### Waroona kistérség települései
Waroona kistérség Peel régióban fekszik.
- Hamel
- Lake Clifton
- Nanga Brook
- Preston Beach
- Wagerup
- Waroona

#### West Arthur kistérség települései
West Arthur Wheatbelt régióban fekszik.
- Darkan
- Arthur River
- Bokal
- Boolading
- Bowelling
- Cordering
- Duranillin
- Moodiarrup
- Trigwell

#### Westonia kistérség települései
Westonia kistérség Central Wheatbelt régióban fekszik.
- Westonia
- Boodarockin
- Carrabin
- Walgoolan
- Warrachuppin
- Warralakin

#### Wickepin kistérség települései
Wickepin kistérség Wheatbelt régióban fekszik.
- Wickepin
- Gillimanning
- Harrismith
- Malyalling
- Tincurrin
- Toolibin
- Wogolin
- Yealering

#### Williams kistérség települései
Williams kistérség Wheatbelt régióban fekszik.
- Williams
- Boraning
- Congelin
- Culbin
- Narrakine
- Quindanning

#### Wiluna kistérség települései
Wiluna kistérség Mid West régióban fekszik.
- Wiluna

#### Wongan-Ballidu kistérség települései
Wongan-Ballidu kistérség Wheatbelt régióban fekszik.
- Ballidu
- Burakin
- Cadoux
- Kokardine
- Kondut
- Wongan Hills, kistérségi székhely

#### Woodanilling kistérség települései
Woodanilling kistérség Great Southern régióban fekszik.
- Woodanillin
- Beaufort River
- Cartmeticup

#### Wyalkatchem kistérség települései
Wyalkatchem kistérség Wheatbelt régióban fekszik.
- Wyalkatchem, kistérségi székhely
- Benjaberring
- Cowcowing
- Korrelocking
- Nembudding

#### Wyndham-East Kimberley térség települései
- Kalumburu
- Kununurra
- Oombulgurri
- Wyndham

#### Yalgoo kistérség települései
Yalgoo kistérség Mid West régióban fekszik.
- Yalgoo, kistérségi székhely
- Gullewa
- Noongal
- Paynes Find

#### Yilgran kistérség települései
Yilgran kistérség Eastern Wheatbelt régióban fekszik.
- Southern Cross
- Baladjie
- Bodallin
- Bullfinch
- Colreavy (also known as Golden Valley)
- Corinthia
- Dulyalbin
- Ennuin
- Garratt
- Ghooli
- Holleton
- Koolyanobbing
- Marvel Loch
- Moorine Rock
- Mount Hampton
- Mount Holland
- Mount Jackson
- Mount Palmer
- Noongar
- Yellowdine
- Yerbillon

#### York kistérség települései
York kistérség Wheatbelt régióban fekszik.
- Badgin
- Balladong
- Cold Harbour
- Greenhills
- Gwambygine
- Inkpen
- Mount Hardey
- Mount Observation
- Talbot
- York